# Offensiva della primavera 1945 sul fronte italiano

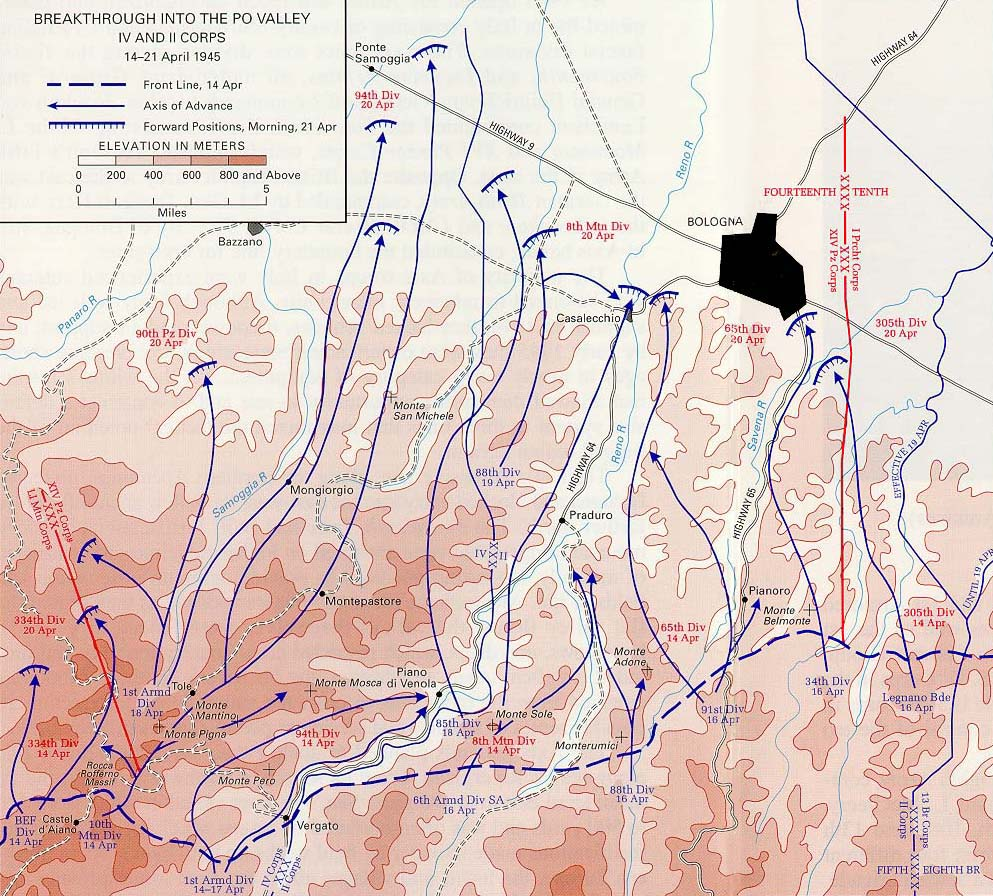
Offensiva della V Armata americana, Aprile 1945.

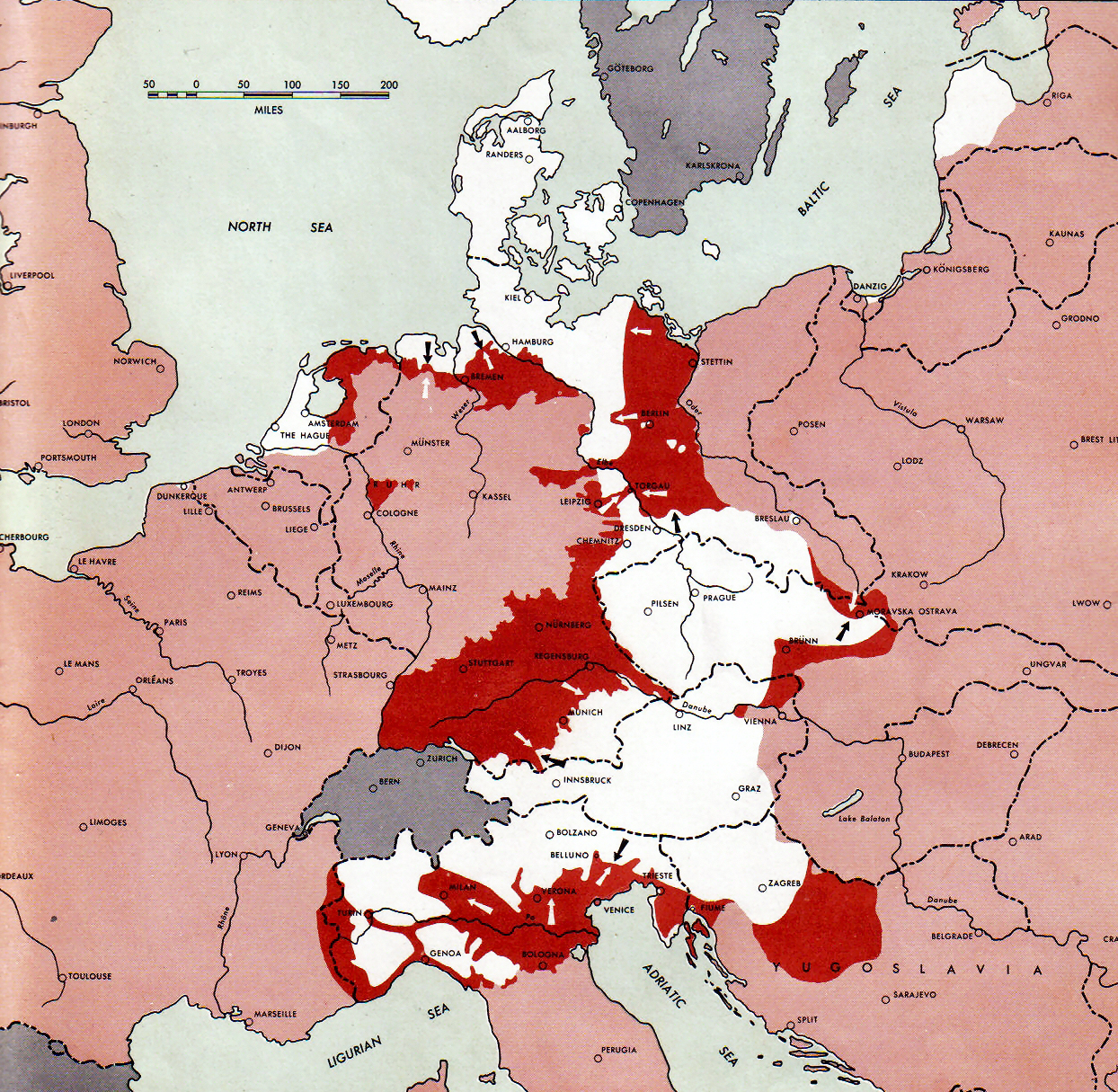
In questa mappa, tratta da un atlante militare americano originale, è rappresentata la situazione dei fronti europei al 1º maggio 1945. In basso si può notare, evidenziata in rosso, anche l'avanzata alleata in Italia settentrionale a seguito dell'offensiva di primavera del 1945 in Italia.

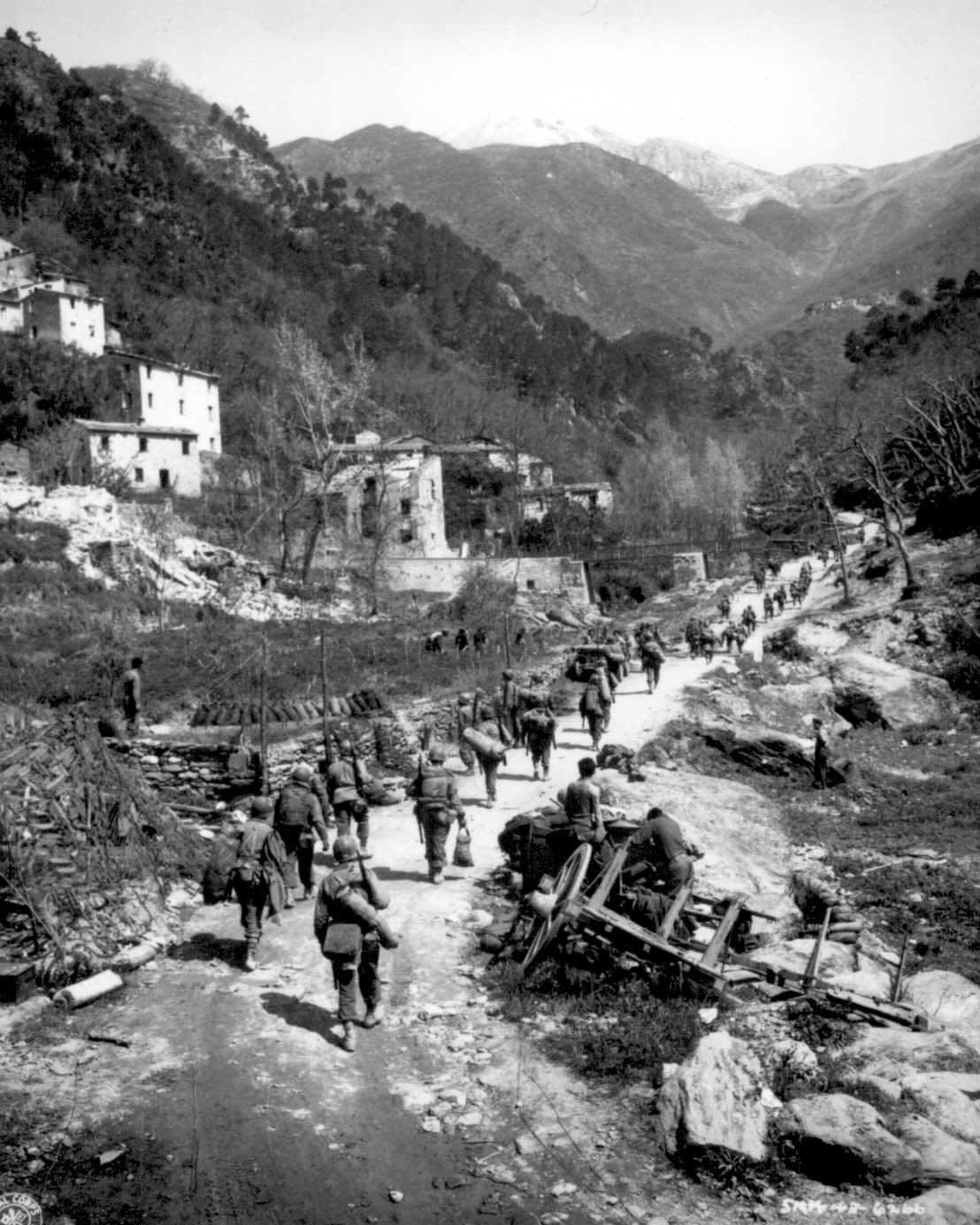
Il 370º Reggimento di fanteria USA attraversa Montignoso nell'aprile 1945.

L’offensiva della primavera 1945 sul fronte italiano (nome in codice Operazione Grapeshot, in lingua italiana "mitraglia") fu l'attacco congiunto della 5ª Armata statunitense e dell'8ª Armata britannica sferrato il 6 aprile 1945.
L'offensiva, guidata dal generale Mark Wayne Clark, portò allo sfondamento della Linea Gotica e sfociò nella Pianura Padana attraverso l'Emilia-Romagna verso la Lombardia ed il Veneto. L'attacco portò al crollo della Repubblica Sociale Italiana e alla liberazione di tutto il Norditalia dall'occupazione tedesca; il 2 maggio 1945 il generale Heinrich von Vietinghoff, comandante delle truppe tedesche in Italia, concluse la resa di Caserta.

## La situazione nel 1944
Gli Alleati avevano lanciato la loro precedente offensiva (Operazione Olive) sulla Linea Gotica nell'agosto 1944 con l'8ª Armata britannica che aveva attaccato lungo la linea costiera adriatica e la 5ª Armata statunitense che tentò di sfondare attraverso la parte centrale degli Appennini.
Intanto, nell'inverno tra il 1944 ed il 1945 le truppe tedesche in italia (il cosiddetto gruppo d'armate C), in un momento di stasi delle operazioni militari, ne avevano approfittato per riorganizzarsi, anche effettuando alcune manovre di schieramento tattico. A tale scopo la 4ª divisione paracadutisti aveva effettuato alcune operazioni di ricognizione intorno Monte Castellone.
Anche se gli attacchi erano riusciti a superare la Linea Gotica gli americani non riuscirono a sfondare e sfociare nella pianura padana prima che i rigori dell'inverno appenninico arrivassero. Le formazioni americane si attestarono sulle scomode posizioni raggiunte e trascorsero un inverno in dure condizioni mentre presero avvio i preparativi in vista dell'offensiva primaverile.

## I cambi ai vertici nelle forze angloamericane
Il 5 novembre 1944 morì il maresciallo John Dill, capo della missione britannica a Washington; al suo posto fu assegnato il generale Henry Maitland Wilson. Il generale Harold Alexander prese il posto del generale Wilson come Comandante Alleato Supremo nel Mediterraneo (Allied Supreme Commander Mediterranean) il 12 dicembre. Il tenente generale Mark Wayne Clark, comandante fino a quel momento della 5ª Armata, sostituì quindi il generale Alexander come comandante in capo di tutte le forze alleate in Italia raggruppate nel 15º Gruppo d'armate. Il generale Lucian Truscott, che era stato comandante del VI Corpo statunitense nella testa di ponte di Anzio e durante la presa di Roma ed era in quel momento di stanza in Alsazia dopo l'Operazione Dragoon, tornò in Italia per assumere il comando della 5ª Armata.
Prima dell'offensiva di primavera i vertici cambiarono anche nella Wehrmacht. Il 23 marzo il feldmaresciallo Albert Kesselring fu nominato comandante in capo del gruppo armate Ovest. in sostituzione del feldmaresciallo Gerd von Rundstedt. Il generale Heinrich von Vietinghoff ritornò dal settore del Baltico per sostituire Kesselring, mentre il generale Traugott Herr, l'esperto comandante del LXXVI Panzer Korps della 10ª Armata tedesca, assunse il comando dell'intera 10ª Armata, il generale Joachim Lemelsen che ne aveva assunto temporaneamente il comando passò a quello della 14ª Armata tedesca.

## Contingenti e schieramenti
Con l'approssimarsi della primavera i problemi di avvicendamento ai contingenti alleati continuavano. La 4ª Divisione di fanteria indiana fu infatti inviata in Grecia seguita in novembre (1944) dalla 4ª Divisione di fanteria britannica così come parte della 46ª Divisione di fanteria britannica. Li seguirono in dicembre il resto della 46ª insieme con la 3ª Brigata di montagna greca. A fine gennaio (1945) il I Corpo canadese e la 5ª Divisione di fanteria britannica furono spostate al fronte nord occidentale, lasciando l'8ª Armata britannica di Mc Creery dimensionata a sole sette divisioni.
Di contro la 5ª Armata statunitense venne rinforzata a partire da settembre e fino a novembre con l'arrivo del Corpo di spedizione brasiliano (circa 25 000 uomini) e nel gennaio 1945 con l'arrivo della 10ª Divisione di montagna americana. Le forze alleate contavano quindi 17 divisioni e 8 brigate indipendenti, tra cui cinque gruppi di combattimento italiani, per un totale equivalente a poco meno di 20 divisioni. In totale il quindicesimo gruppo contava 1 334 000 uomini, di cui 632 980 dell'8ª Armata e 266 883 della 5ª Armata.
Contro loro erano schierate le meno consistenti 21 divisioni tedesche e 4 divisioni italiane della RSI, per un totale di 25 divisioni. Tre delle quattro divisioni italiane erano schierate in Liguria sotto il comando di Rodolfo Graziani inquadrati nell'Armata Liguria a guardia del fianco occidentale che fronteggiava la Francia, mentre la quarta inquadrata nella quattordicesima armata in un settore che si supponeva avesse meno probabilità di essere attaccato.

## Il piano d'attacco alleato
Clark progettò il suo piano il 18 marzo. Il suo obiettivo era «...di distruggere il maggior numero possibile di forze nemiche a sud del Po, forzare gli attraversamenti del fiume e catturare Verona».
Nella "Fase I" l'8ª Armata britannica avrebbe attraversato il fiume Senio e il Santerno per poi dividersi lungo due direttrici, una lungo la via Emilia in direzione di Budrio, l'altra lungo la statale Adriatica attraverso la sottile striscia fra Argenta e Bastia attraverso le terre allagate delle Valli di Comacchio.
Un'operazione anfibia e il lancio di paracadutisti avrebbe messo pressioni sul fianco e avrebbe contribuito alla caduta di Argenta. A seconda del successo, anche relativo, di queste azioni si sarebbe deciso se l'obiettivo primario dell'8ª Armata sarebbe stato Ferrara o rimanere Budrio. Nel frattempo, alla 5ª Armata statunitense fu affidato il lancio delle sue forze principali entro 24 ore dopo il secondo giorno dall'attacco dell'8ª Armata britannica per sfondare il fronte e irrompere nella pianura padana. La cattura di Bologna doveva risultare una conseguenza del massiccio attacco.
Nella "Fase II" l'8ª Armata si sarebbe spostata verso nord-ovest per catturare Ferrara e Bondeno bloccando le potenziali vie di ritirata attraverso il Po. La 5ª Armata avrebbe spinto con forza verso il nord, lasciandosi Bologna alle spalle e ricongiungendosi con l'8ª Armata nella zona di Bondeno, completando così l'accerchiamento delle forze tedesche a sud del Po. Gli statunitensi, in via secondaria, avrebbero anche spinto a ovest passando il Po ad Ostiglia sulla strada per Verona.
Nella "Fase III" si sarebbero dovute creare delle teste di ponte lungo gli attraversamenti del Po; poi, da queste, sfruttare la spinta verso il nord della valle padana.
Il piano d'attacco dell'8ª Armata britannica avrebbe avuto a che fare con le forti difficoltà iniziali per l'attraversamento del Senio (Operazione Buckland) difeso da contrafforti artificiali alti dai 6 ai 12 metri costruiti a nido d'ape con gallerie e bunker sia davanti che dietro. Il 5º Corpo avrebbe attaccato il saliente formato dal fiume nei pressi di Cotignola. A guidare l'attacco sarebbe stata l'8ª Divisione indiana affiancata alla sua sinistra dalla 2ª Divisione neozelandese, in una classica manovra a tenaglia. A sinistra del V Corpo, il II Corpo polacco avrebbe attaccato lungo tutta la linea del Senio in direzione di Bologna per allargare ulteriormente il fronte.
Una volta attraversato il Senio le divisioni d'assalto avrebbero dovuto passare il Santerno. Solo attraversato quest'ultimo fiume la 78ª Divisione britannica avrebbe ripreso il suo ruolo di punta avanzata (come a Cassino), per passare attraverso le teste di ponte tenute dagli indiani e dai neozelandesi e dirigersi a nord verso Bastia ed Argenta. La 78ª Divisione avrebbe proseguito lungo la sottile (4,8 km) striscia di terra attraverso le Valli di Comacchio («Argenta Gap»). Contemporaneamente a questo ci sarebbe stato l'attacco anfibio della 56º divisione di fanteria lungo le Valli di Comacchio. I neozelandesi avrebbero protetto il fianco ovest di Argenta avanzando alla sinistra delle Valli di Comacchio e lasciando la divisione indiana di riserva.
Il piano d'attacco della 5ª Armata americana (Operazione Craftsman) prevedeva una spinta iniziale da parte del IV corpo lungo la statale Porrettana (SS 64) per rinforzare il fronte americano e drenare le forze tedesche dalla zona della statale della Futa (SS 65). Il II corpo americano avrebbe successivamente attaccato lungo la statale della Futa proseguendo verso Bologna. Infine, il peso dell'attacco si sarebbe di nuovo spostato verso ovest per irrompere nella valle padana aggirando Bologna.

## La battaglia
Nella prima settimana di aprile furono lanciati attacchi diversivi all'estrema destra e all'estrema sinistra del fronte alleato per distogliere le forze dello schieramento tedesco dall'imminente attacco principale. Questo includeva l'Operazione Roast, un assalto condotto dalla 2ª Brigata Commando britannica supportati dai partigiani della 28ª Brigata Garibaldi "Mario Gordini" per catturare l'istmo fra Comacchio e Porto Garibaldi e catturare il lato nord delle valli di Comacchio. Nel frattempo con l'operazione Bowler furono colpite le infrastrutture di trasporto fluviali e portuali veneziane, cui ormai le forze dell'asse erano costrette a ricorrere data l'inservibilità di ferrovie e strade.
I preparativi per l'assalto principale cominciarono il 6 aprile 1945 con un pesante bombardamento d'artiglieria alle difese del Senio. Nel primo pomeriggio del 9 aprile 825 bombardieri pesanti, seguiti dai cacciabombardieri lanciarono bombe a frammentazione nelle retrovie del Senio. Dalle 15:20 alle 19:10 furono sparati 5 sbarramenti di artiglieria pesante ognuno della durata di 30 minuti, intervallati dagli attacchi dei cacciabombardieri. L'8ª Divisione indiana, la 2ª Divisione neozelandese e la 3ª Divisione dei Carpazi (sul fronte del II Corpo polacco sulla SS 9) attaccarono all'imbrunire. Nei combattimenti i componenti dell'8ª Divisione indiana, che si guadagnarono ben 2 Victoria Cross, raggiunsero all'alba dell'11 aprile il fiume Santerno 5,6 km oltre. La 5ª e 6ª Compagnia dell'87º Reggimento del gruppo Friuli sferrano l'attacco all'alba del 10 aprile, superando il Senio e raggiungendo le case di Cuffiano. I neozelandesi avevano raggiunto il Santerno già la notte del 10 aprile e riuscirono ad attraversarlo all'alba dell'11. I polacchi giunsero sul Santerno la notte dell'11 aprile.
Nella tarda mattinata del 12 aprile, dopo una notte di continui assalti, l'8ª Divisione indiana si stabilì sulla riva opposta del Santerno e la 78ª Divisione britannica cominciò a oltrepassarla per assaltare Argenta. Nel frattempo la 24ª Brigata Guardie britanniche, facenti parte della 56ª Divisione (Londra) di fanteria britannica aveva lanciato un attacco anfibio attraverso l'acqua e il fango delle lagune presso Argenta. Anche se riuscirono a raggiungere la riva opposta, la notte del 14 aprile rimasero bloccati sulle posizioni della fossa marina. La 78ª Divisione britannica si fermò la stessa notte sul Reno presso Bastia.
La 5ª Armata americana iniziò il suo assalto il 14 aprile, dopo il bombardamento di 2000 bombardieri pesanti e di circa 2000 pezzi d'artiglieria, con gli attacchi del IV Corpo statunitense (Forza di spedizione brasiliana, 10ª Divisione da montagna e 1ª Divisione corazzata statunitensi) sulla sinistra. A ciò seguì nella notte del 15 aprile l'offensiva del II Corpo che colpì con la 6ª Divisione corazzata sudafricana e la 88ª Divisione di fanteria statunitense. Esse avanzarono verso Bologna fra la SS 64 e la SS 65. La 91ª e la 34ª Divisione di fanteria statunitensi seguirono lungo la SS 65. I progressi contro la coriacea resistenza dei tedeschi furono lenti ma alla fine la superiorità di fuoco degli Alleati e la mancanza di riserve dei tedeschi fecero sì che per il 20 aprile entrambi i Corpi d'armata americani sfondassero le difese sugli Appennini e raggiungessero la Pianura Padana. La 10ª Divisione da montagna fu reindirizzata ad aggirare Bologna e lasciarsela sulla sua destra premendo verso nord. Il II Corpo statunitense sarebbe rimasto ad occuparsi di Bologna insieme con l'8ª Armata britannica che avanzava dalla loro destra.
Per il 19 aprile, sul fronte dell'8ª Armata britannica, il blocco di Argenta era stato forzato e la 6ª Divisione corazzata britannica sfilò attraverso l'ala sinistra dell'avanzante 78ª Divisione britannica per correre verso nord ovest lungo il Reno fino a Bondeno e lì riunirsi con la 5ª Armata statunitense, in modo da completare l'accerchiamento di Bologna ed intrappolare i tedeschi che la difendevano. Nel pomeriggio del 20 aprile il I Battaglione della "Friuli" si attesta sull'Idice ultima difesa di Bologna. Su tutto il fronte la difesa dei tedeschi era disperata ma ancora determinata, nonostante ciò Bondeno cadde il 23 aprile. La 6ª Divisione corazzata britannica si unì con la 10ª Divisione da montagna facente parte del IV Corpo americano il giorno successivo a Finale Emilia 8 km a monte di Bondeno sul fiume Panaro. La mattina del 21 aprile il I Battaglione dell'87º Reggimento "Friuli" entrò in Bologna avanzando lungo la via Emilia (SS 9), con in testa il Comandante di reggimento Arturo Scattini, era la prima città liberata da un contingente Italiano, insieme alla 3ª Divisione dei Carpazi (II Corpo polacco Dowództwo 2, Korpusu), seguita dopo un paio d'ore dal II Corpo americano che entrò da sud.
Il IV Corpo americano continuò la sua avanzata verso nord e raggiunse il Po a San Benedetto Po il 22 aprile (10th Mountain Division). Il fiume fu attraversato il giorno seguente (87th Mountain Infantry Regiment, 10th Mountain Division U.S.A.) e l'avanzata proseguì a nord verso Verona che fu liberata il 26 aprile. Alla destra della 5ª Armata (sulla sinistra dell'8ª Armata britannica) il XIII Corpo britannico passò il Po presso Ficarolo il 22 aprile. Il V Corpo britannico attraversò il Po il 25 aprile dirigendosi verso l'ultima linea di resistenza tedesca (Linea Veneta) costruita lungo l'Adige.
Appena le forze Alleate cominciarono a premere e ad attraversare il Po, il contingente brasiliano e la 34ª Divisione di fanteria con la 1ª Divisione corazzata del IV Corpo, posizionati sull'ala sinistra dello schieramento, si catapultarono verso ovest lungo la SS 9 (via Emilia); attraversarono Piacenza ed il Po per tagliare la via di fuga attraverso la pianura padana verso la Svizzera e l'Austria attraverso il Lago di Garda ed il Passo del Brennero. Il 27 aprile la 1ª Divisione corazzata entrò a Milano liberata da partigiani il 25 aprile. Il comandante del IV Corpo, Crittenberge, entrò nella città il 30 aprile. Il 28 aprile a sud di Milano il contingente brasiliano imbottigliò il 148º Grenadier (granatieri) tedesco e un'intera divisione di bersaglieri italiani catturando un totale di 13 500 prigionieri.
Sull'estrema destra dello schieramento alleato il V Corpo britannico, incontrando minori resistenze, attraversò la simbolica Linea Veneta, e nelle prime ore del 29 aprile entrò a Padova per scoprire che i partigiani avevano già catturato l'intera guarnigione tedesca di 5 000 militari.